# Petr Klhůfek
Petr Klhůfek (* 15. listopadu 1965, Zlín) je bývalý český fotbalista, obránce. Po skončení aktivní kariéry působí jako fotbalový funkcionář.

## Fotbalová kariéra
Hrál za FC Tescoma Zlín. V české lize nastoupil v 93 utkáních a dal 8 gólů.

## Ligová bilance
| Ročník                          | Zápasy | Góly | Klub            |
| ------------------------------- | ------ | ---- | --------------- |
| 1. česká fotbalová liga 1993/94 | 19     | 2    | FC Svit Zlín    |
| 1. česká fotbalová liga 1994/95 | 26     | 1    | FC Svit Zlín    |
| 1. česká fotbalová liga 1995/96 | 29     | 2    | FC Svit Zlín    |
| 1. Gambrinus liga 2002/03       | 17     | 2    | FC Tescoma Zlín |
| 1. Gambrinus liga 2003/04       | 27     | 0    | FC Tescoma Zlín |
| CELKEM                          | 93     | 8    |                 |